# Józef Filipek
Józef Filipek (ur. 12 listopada 1931 w Bielsku, zm. 31 października 2020 w Krakowie) – polski prawnik, profesor nauk prawnych, specjalista w zakresie prawa administracyjnego, wieloletni pracownik naukowy Uniwersytetu Jagiellońskiego.

## Życiorys
Urodził się w rodzinie Ignacego (1897–1974), pracownika administracji sądowej, i Jadwigi z Matuszczaków. Absolwent prywatnego gimnazjum Cystersów w Szczyrzycu, ukończonego małą maturą w 1947 oraz państwowego Liceum i Gimnazjum św. Jacka w Krakowie z maturą w 1949. W latach 1949–1952 ukończył studia prawnicze I stopnia na Wydziale Prawa Uniwersytetu Jagiellońskiego, w latach 1952–1953 aplikację sądową w Krakowie, zaś w latach 1953–1954 studia prawnicze II stopnia na Uniwersytecie Adama Mickiewicza w Poznaniu. Przez blisko pół wieku (1954–2003) pracował na Uniwersytecie Jagiellońskim kolejno jako asystent, adiunkt, docent i profesor. Członek PZPR.
Stopień doktora nauk prawnych uzyskał w 1962 na podstawie pracy Podmiotowość prawa administracyjnego, a w 1968 stopień doktora habilitowanego na podstawie rozprawy Stosunek administracyjno-prawny. Od 1970 był kierownikiem Zakładu. a następnie Katedry Prawa Administracyjnego UJ, od 1975 profesorem nadzwyczajnym, a w 1985 uzyskał tytuł profesora zwyczajnego. Wygłaszał wykłady w Niemczech, Francji, Szwajcarii, Belgii, Grecji, Czechach, Austrii i na Węgrzech. Pełnił funkcję sekretarza, a później redaktora naczelnego rocznika Krakowskie Studia Prawnicze wydawanego przez Polską Akademię Nauk.
W latach 1997–2011 pracował również w Wyższej Szkole Administracji w Bielsku-Białej, w tym w latach 1997–2003 pełnił funkcję jej pierwszego rektora, a od 2002 w Krakowskiej Akademii im. Andrzeja Frycza Modrzewskiego.
Pod jego kierunkiem stopień naukowy doktora w 2005 uzyskała Joanna Lemańska.
Żonaty, miał córkę i dwóch synów.
Zmarł w Krakowie, pochowany na cmentarzu Rakowickim (kwatera LXX-płn-5).

## Ordery i odznaczenia
- Krzyż Oficerski Orderu Odrodzenia Polski
- Krzyż Kawalerski Orderu Odrodzenia Polski
- Medal 40-lecia Polski Ludowej
- Medal Komisji Edukacji Narodowej
- Złota Odznaka „Zasłużony dla Ziemi Nowosądeckiej”
- Złota Odznaka „Zasłużony dla Ziemi Kieleckiej”

Źródło.

## Publikacje
- Podmiotowość prawa administracyjnego, 1962.
- Stosunek administracyjno-prawny, 1968.
- Rola prawa w działalności administracyjnej państwa, 1974.
- Elementy strukturalne norm prawa administracyjnego, 1982.
- Prawo administracyjne. Instytucje ogólne, część I: Kraków 1995, 2003; część II: Kraków 2001.